# HD 23319
HD 23319 (h Eridanus) é uma estrela na direção da Eridanus. Possui uma ascensão reta de 03h 42m 50.12s e uma declinação de −37° 18′ 48.0″. Sua magnitude aparente é igual a 4.59. Considerando sua distância de 178 anos-luz em relação à Terra, sua magnitude absoluta é igual a 0.91. Pertence à classe espectral K2IIICN....